# Niklas Zennström
Niklas Zennström (né le 16 février 1966) est un homme d'affaires suédois. En 2003 il a cofondé, avec Janus Friis, l'entreprise Skype, société internationale de téléphonie sur Internet, sur la base des principes du pair à pair. De plus, il a été le premier président de Kazaa, un des logiciels de pair à pair les plus utilisés. Il est également à la base du projet Joost (anciennement The Venice Project), projet de diffusion de chaînes de télévision publiques par Internet. Il est actuellement PDG d'Atomico.
Dans les traces de Kazaa, Niklas Zennström a fondé et dirigé en tant que président la société Joltid, créateur d'un réseau de distribution pair à pair sécurisé. Avant d’être entrepreneur, il a travaillé huit ans chez Tele2 à plusieurs postes d’affaires, entre autres celui de président d’Everyday.com. Il a également travaillé deux ans pour AT&T-Unisource. Niklas Zennström a deux diplômes de l'université d'Uppsala, en gestion des affaires et en génie physique. Il a effectué sa dernière année d'université aux États-Unis, à l'université du Michigan à Ann Arbor.